# Tribul lui Dan
Tribul lui Dan (în ebraică דָּן), însemnând,„judecător”, a fost unul dintre cele douăsprezece triburi ale lui Israel, potrivit Torei. Li s-a alocat o porțiune de coastă de pământ când poporul Israel a intrat în Țara Promisă, mai târziu mutându-se spre nord.

## Narațiune biblică

Teritoriul inițial al lui Dan apare în verde închis la nord de Filistia pe această hartă a triburilor.

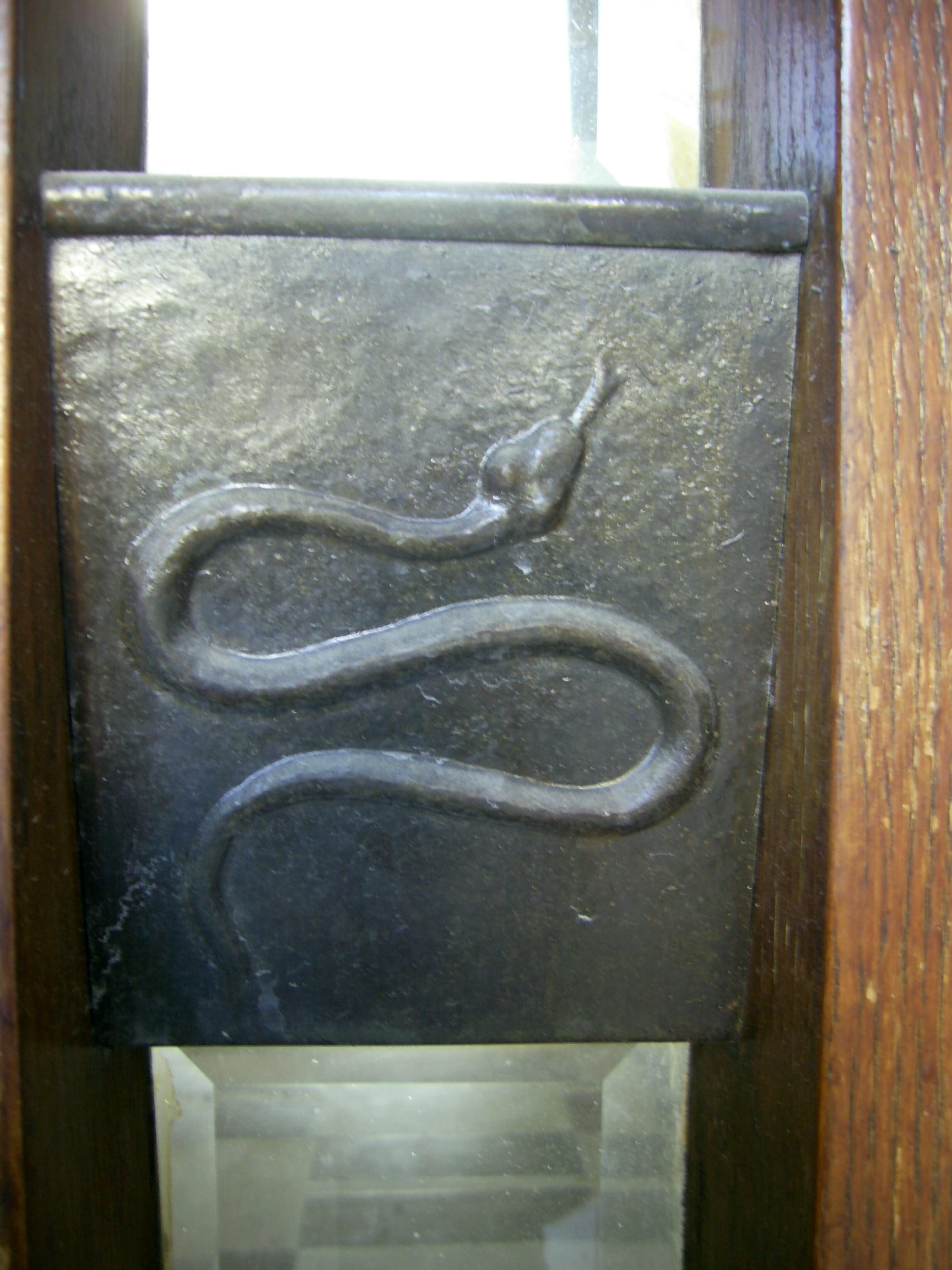
Placa de șarpe a tribului dan de pe ușa Heichal Shlomo din Ierusalim.

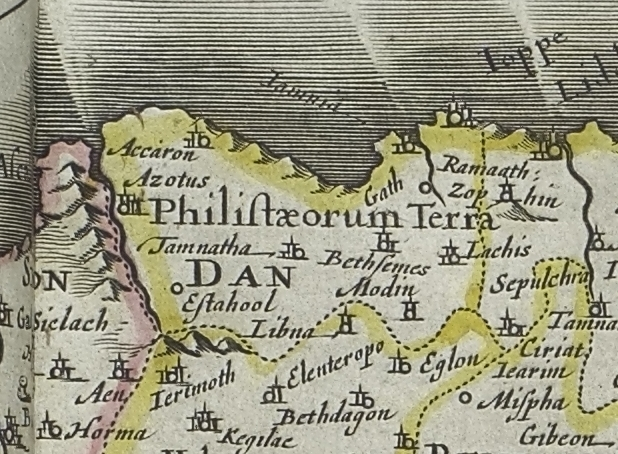
Harta lui Dan, harta olandeză din secolul al 17-lea

În recensământul biblic al Cărții Numeri, tribul lui Dan este descris ca al doilea cel mai mare trib israelit (după Iuda). Unii  savanți textuali consideră recensământul ca fiind din sursă preoțească⁠(d), datând din jurul secolului al VII-lea î.Hr., și mai probabil să reflecte prejudecățile autorilor săi. În Binecuvântarea lui Moise⁠(d), pe care unii cercetători textuali o consideră ca datând doar de la puțin mai devreme decât Deuteronomul, Dan este profețit să „sară de la Bashan” oamenii de știință nu sunt siguri de ce ar trebui să fie acest lucru, deoarece tribul nu a trăit în câmpia Bashan, la est de râul Iordan.

### Cucerirea și teritoriul
Potrivit narațiunii biblice, după finalizarea cuceririi Canaan de către triburile israelite după aproximativ 1200 î.Hr., Iosua a repartizat pământul între cele douăsprezece triburi. Dan a fost ultimul trib care a primit moștenirea teritorială.Terenul alocat inițial lui Dan a fost o mică enclavă în zona centrală de coastă a Canaanului, între Iuda, Beniamin, Efraim și Filisteni.
La nord, teritoriul lui Dan a înăbușit Joppa, modernul Jaffa. Acest teritoriu, nu foarte extins inițial, a fost curând diminuat de vecinii săi periculoși, filistenii. Tribul a fost capabil să campeze doar în țara de deal cu vedere la Wadi Sorek, locația taberei devenind cunoscută sub numele de Mahaneh Dan („Tabăra lui Dan”). (Iosua 19:HE) Regiunea în care încercau să se stabilească s-a extins spre sud în Shfela în zona Timnah; în consecință, statul modern Israel se referă la regiune ca Gush Dan (denumită în continuare zona Dan„).
De după cucerirea pământului de către Iosua până la formarea primului Regatul Unit al Israelului în anul 1050 î.Hr., tribul lui Dan a făcut parte dintr-o confederație liberă de triburi israelite. Nu a existat niciun guvern central, iar în vremuri de criză oamenii au fost conduși de lideri ad-hoc cunoscuți sub numele de Judecători⁠(<span title="judecători biblici|Judecători la Wikidata">d).
Cel mai sărbătorit danit a fost Samson, un judecăor danit din perioada așezării în țările atribuite de Iosua. Pnina Galpaz-Feller vede asemănări între povestea lui Samson și legendele tribale Denyen⁠(d). Săpăturile efectuate la Tell Dan de dr. David Ilan de la Colegiul Uniunii Ebraice, arată sprijin pentru potențialele conexiuni din Marea Egee ale daniților.
Ca o consecință a presiunii filistenilor, o parte a tribului a abandonat speranțele de a se stabili în apropierea coastei centrale, migrând în schimb la nord de teritoriul filistin și după cucerirea Laish, a reînființat-o ca orașul Dan (Judecători 18:HE). Astfel, teritoriul lor se afla în cele din urmă la nord-est de cel al Tribul lui Nehtali|Naphtali, la est de partea superioară a Iordanului, în apropierea surselor sale estice, și definirea întinderii nordice a pământului israeliților. O serie de texte biblice se referă astfel la „Tot Israelul, de la Dan la Beersheba⁠(d)”.

### Monarhia Unită
Odată cu creșterea amenințării din partea incursiunilor filistine, triburile israelite au decis să formeze o monarhie centralizată puternică pentru a face față provocării, iar tribul lui Dan s-a alăturat noului regat cu Saul ca primul rege. După moartea lui Saul, toate triburile, altele decât Iuda, au rămas loiale Casei de Saul.  Dar după moartea lui Ish-bosheth, fiul lui Saul și succesorul la tronul lui Israel, seminția lui Dan s-a alăturat celorlalte triburi israelite din nord pentru a face David, care era atunci regele lui Iuda, regele unui Regat al Israelului re-unit. Tribul a oferit un sprijin militar substanțial regatului sub forma a 28.600 de soldați, fiind considerat „experți în război”.

### Regatul de Nord al Israelului
Cu toate acestea, la ascensiunea Rehoboam, nepotul lui David, în c. 930 î.Hr., triburile nordice s-au despărțit de Casa lui David⁠(<span title="linia davidică|Casa lui David la Wikidata">d) pentru a re-forma un Regat al lui Israel ca Regatul de Nord.

### Cucerirea și dispariția asiriană
Ca parte a Împărăției lui Israel (Samaria)|Regatul Israelului, teritoriul lui Dan a fost cucerit de  Asirieni, și exicat; modul în care au fost exilați a dus la pierderea istoriei lor în continuare⁠(<span title="Zece triburi pierdute|pierderea istoriei lor în continuare la Wikidata">d).

## Pretenții de descendență de la Dan
O cronică latină din secolul al XV-lea, „Chronicon Holsatiae vetus”, găsită în Accessiones historicae (1698) a lui Gottfried Leibniz (Accessiones historicae (1698), afirmă că danezii erau din tribul lui Dan. În 1620, anticarul Henry Spelman a făcut o afirmație similară că danezii erau tribul israelit al lui Dan, pe baza asemănării aparente de nume. În plus, susținătorii israelismului nordic și britanic au făcut afirmații similare despre descendența din tribul lui Dan. Autori israeliților britanici, cum ar fi John Cox Gawler și J. H. Allen au identificat tribul lui Dan cu Danemarca. În timp ce un alt autor israelit britanic proeminent, Edward Hine, a considerat că tribul lui Dan își are originea în Danemarca și apoi a migrat în Insulele Britanice.

## Caracteristici
Principala lor caracteristică comercială a fost transportul maritim, neobișnuit pentru triburile israelite.În [Cântarea Deborei se spune că tribul a rămas pe corăbiile lor cu bunurile lor.

## Cartea Apocalipsei
Cartea Apocalipsei 7:4-8⁠(<span title="Apocalipsa 7|Apocalipsei 7:4-8 la Wikidata">d) menționează că oamenii din cele douăsprezece triburi ale lui Israel vor fi pecetluiți. Alegerea celor douăsprezece triburi ale triburilor lui Israel nu include numele lui Efraim și dan, deși numele lor au fost folosite pentru cele douăsprezece triburi care s-au stabilit în Țara Promisă. S-a sugerat că acest lucru s-ar putea din cauza practicilor lor păgâne. Aceasta l-a condus pe  Irineu, Ipolit de Roma și unii milenariști⁠(<span title="Milenarism|milenariști la Wikidata">d) să propună ca Antihristul să provină din seminția lui Dan.